# 北海道道1087号網走常呂自転車道線
北海道道1087号網走常呂自転車道線（ほっかいどうどう1087ごう あばしりところじてんしゃどうせん）は、北海道網走市と北見市を結ぶ一般道道（北海道道）である。

## 概要

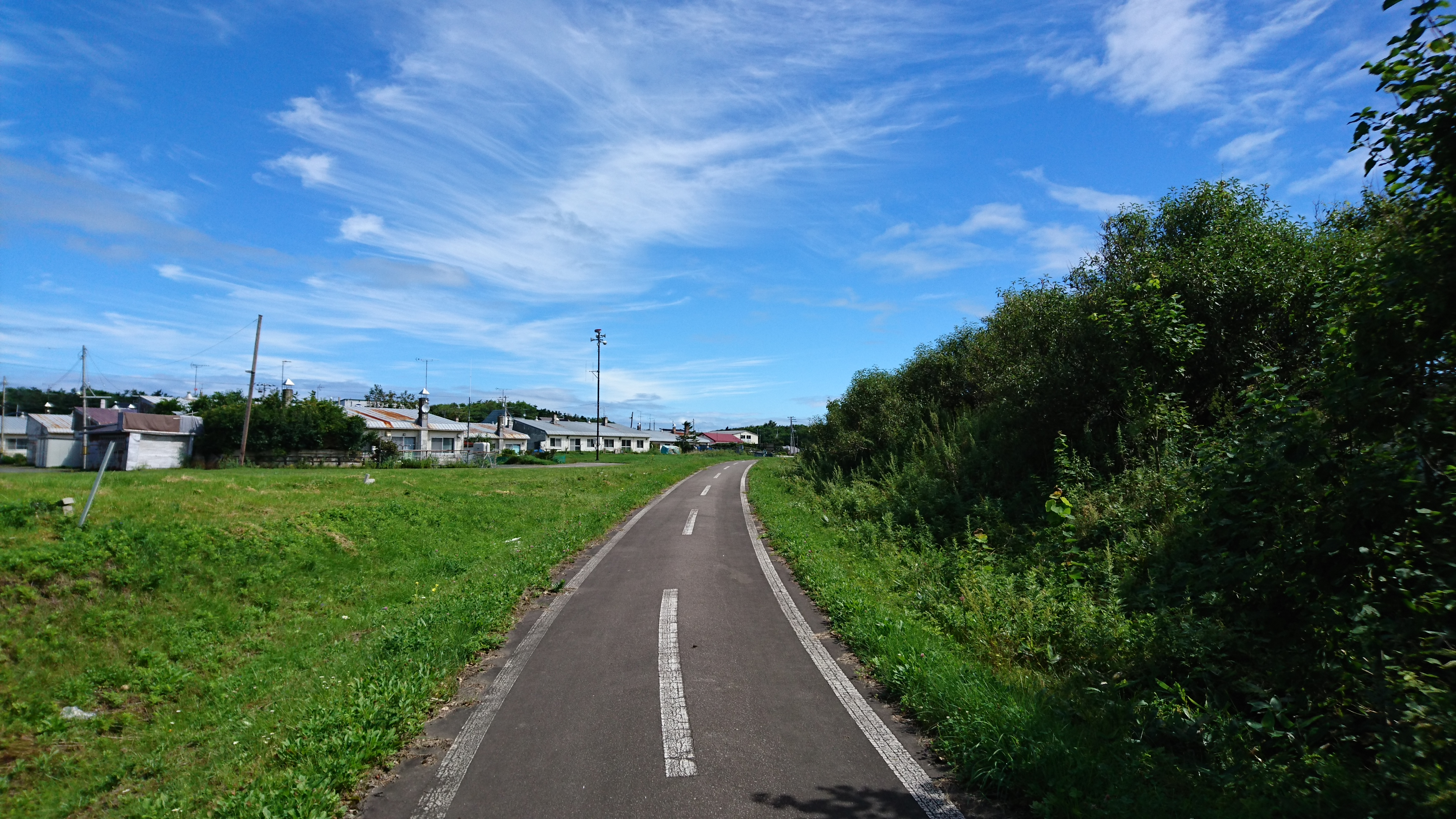
オホーツク自転車道　北見市常呂付近

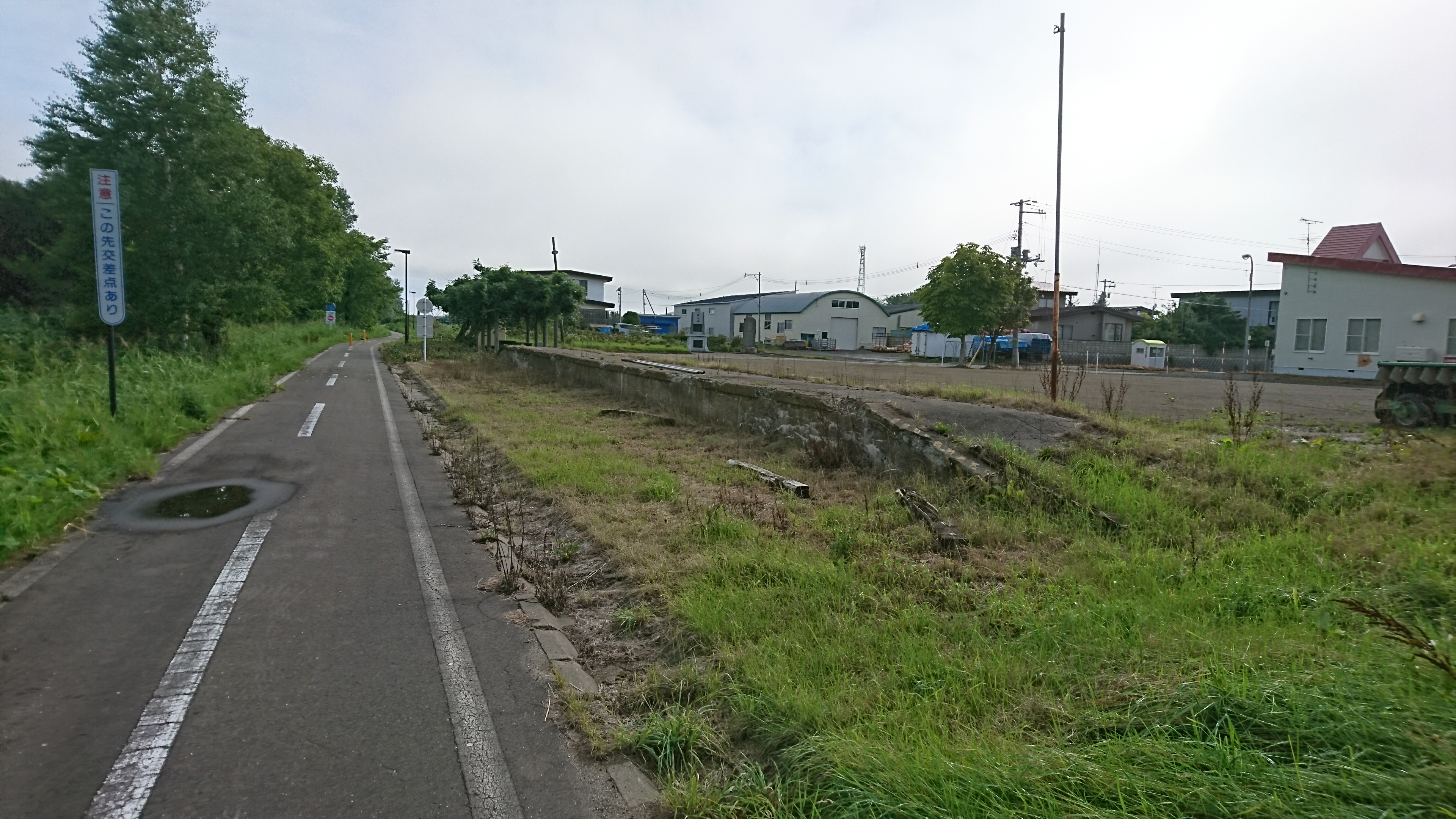
能取駅跡

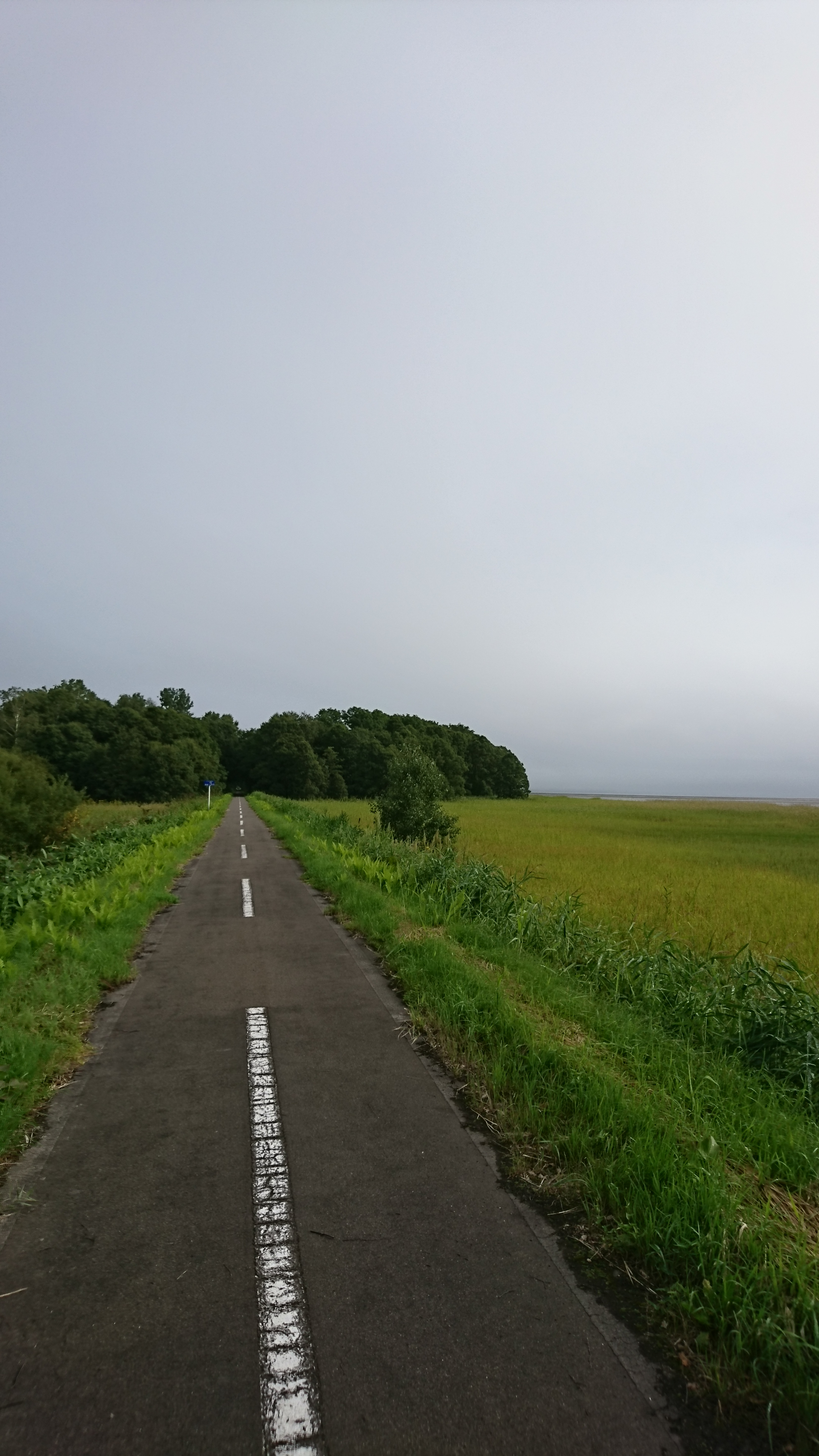
網走市平和付近

1987年（昭和62年）に廃止された国鉄湧網線跡を利用した自転車歩行者専用道路で、冬期積雪期は通行止めとなる。
北海道道としての認定区間は以下の通りであるが、「オホーツク自転車道」としての起点は網走市南3条西4丁目の中央公園で、北海道道区間まで北海道道23号網走停車場線・国道39号・国道238号と重複。終点以遠は北見市道・北海道道1033号土佐東浜線・国道238号・北海道道442号サロマ湖公園線と重複、北見市常呂町栄浦のサロマ湖湖岸となる。

### 路線データ
- 起点：北海道網走市大曲1丁目
- 終点：北海道北見市常呂町東浜
- 路線延長：25.2 km

## 歴史
- 1989年（平成元年）3月31日 路線認定[1]。

## 地理

### 通過する自治体
- オホーツク総合振興局
  - 網走市
  - 北見市

### 交差する道路
網走市
- 国道238号 - 大曲1丁目（起点）：大曲駐輪場
- 国道238号 - 二見ヶ岡：湖桃橋駐輪場（二見ヶ岡駐車場）
- 北海道道76号網走公園線 - 二見ヶ岡
- 国道238号 - 能取：能取休憩所（駐車場）

北見市
- 北海道道409号常呂港線 - 常呂町東浜
- 北海道道1033号土佐東浜線 - 常呂町東浜（終点）

### 沿線にある施設など
網走市
- 二見ヶ岡駅跡
- 二見中央仮乗降場跡
- 卯原内駅跡（網走市鉄道記念館）
- 中能取仮乗降場跡
- 能取駅跡